# Rhinophis blythii
Rhinophis blythii är en ormart som beskrevs av Kelaart 1853. Rhinophis blythii ingår i släktet Rhinophis och familjen sköldsvansormar. Inga underarter finns listade i Catalogue of Life.
Arten förekommer i kulliga områden i centrala och södra Sri Lanka. Honor lägger inga ägg utan föder levande ungar.